# Canda (geslacht)
Canda is een geslacht van mosdiertjes uit de  familie van de Candidae. De wetenschappelijke naam ervan is in 1816 voor het eerst geldig gepubliceerd door Lamouroux.

## Soorten
- Canda alsia Winston, Vieira & Woollacott, 2014
- Canda arachnoides sensu Busk, 1852
- Canda caraibica Levinsen, 1909
- Canda clypeata (Haswell, 1881)
- Canda filifera (Lamarck, 1816)
- Canda foliifera Harmer, 1926
- Canda indica d'Orbigny, 1852 (taxon inquirendum)
- Canda ligata (Jullien, 1882)
- Canda pecten Thornely, 1907
- Canda philippinensis Canu & Bassler, 1929
- Canda retiformis Pourtalès, 1867
- Canda scutata Harmer, 1926
- Canda simplex Busk, 1884
- Canda tenuis MacGillivray, 1885

Niet geaccepteerde soorten:
- Canda cornigera Pourtales, 1867 → Aspiscellaria cornigera (Pourtalès, 1867)
- Canda patagonica d'Orbigny, 1842 → Caberea patagonica (d'Orbigny, 1842)